# Macromitrium submucronifolium
Macromitrium submucronifolium är en bladmossart som beskrevs av C. Müller och Georg Ernst Ludwig Hampe 1855. Macromitrium submucronifolium ingår i släktet Macromitrium och familjen Orthotrichaceae. Inga underarter finns listade i Catalogue of Life.